# Risle
La Risle [ʁil] est une rivière de Normandie, longue de 144,7 kilomètres, qui s'écoule dans les départements de l'Orne et de l'Eure, considérée comme le dernier affluent de la Seine qu'elle rejoint en rive gauche au niveau de son estuaire,.

## Hydronymie
Le nom de la rivière est mentionné sous les formes fluvius Lirizinus au VIIIe siècle (vie de saint Germer), Risla en 1025 - 1041 (Fauroux 34, 98), Risle en 1055 - 1066 (Fauroux 213), Risella en 1074, S. Paulus super Rislam au XIIIe siècle (cartulaire de Préaux), Mons Fortis super Rillam au XIIIe siècle (registre d’Eudes Rigaud), S. Philbertus super Rislam au XVIe siècle (pouillé de Lisieux).
La graphie actuelle « Risle » est conforme aux attestations régulières du Moyen Âge. La carte de Cassini mentionne le fleuve sous le nom Rille ou Rile (comme dans Saint-Hilaire-sur-Rille), forme utilisée jusqu'au XIXe siècle, qui est une graphie simplifiée à partir de la prononciation moderne, dont le [s] étymologique s'est amuï.
La forme la plus ancienne Lirizinus est une forme latinisée masculine basée sur un type hydronymique * Lericina ou * Liricina, forme dérivée à partir du nom primitif de la rivière * Lera et que l'on retrouve dans le nom du village de * Lira, à l'origine des noms des communes de La Neuve-Lyre (Nova Lira vers 1050) et de La Vieille-Lyre (Vetus Lira vers 1050). * Lera représente un thème hydronymique ler étudié par Albert Dauzat et Charles Rostaing, dérivé en ic-in-, suffixe double que l'on retrouve dans Legericino au VIe siècle, forme primitive du nom de rivière Loiret. La forme antique *Liricina aurait évolué en *Risilina par métathèse, puis Risella, Risla.

## Géographie

### Localités traversées
La Risle traverse deux départements (l'Orne et l'Eure) et cinquante-quatre communes, dont notamment L'Aigle, Saint-Sulpice-sur-Risle, Rugles, Beaumont-le-Roger, Brionne, Montfort-sur-Risle Manneville-sur-Risle et  Pont-Audemer.

### Topographie

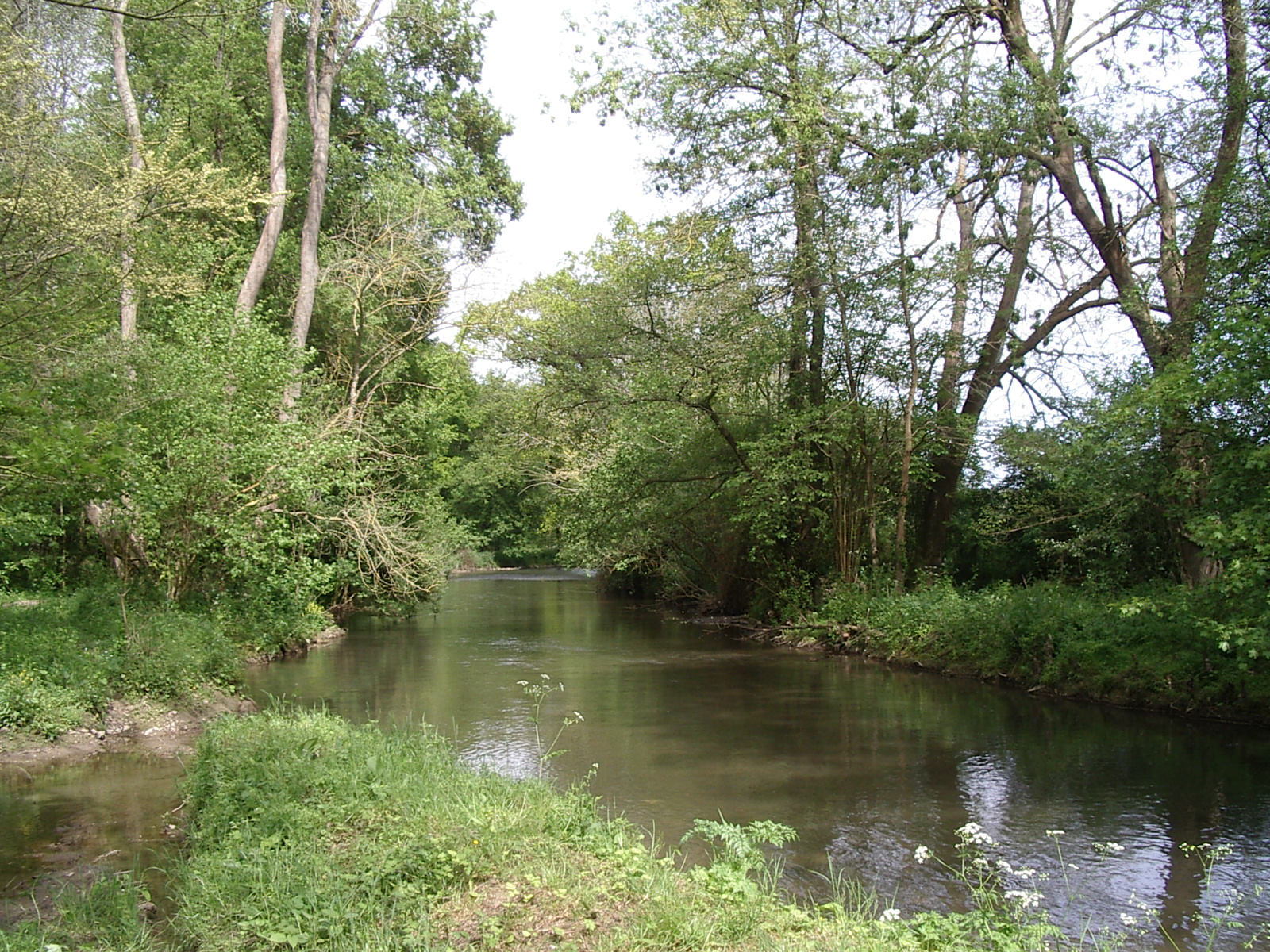
La Risle à Ajou.

La Risle prend sa source, à l'altitude de 275 mètres, dans le bois des Boulais situés à la limite des communes de Ferrières-la-Verrerie et de Planches dans l'Orne sur les pentes des monts d'Aimain, nom donné au rebord du plateau délimitant le Perche dans sa partie septentrionale. Après avoir dévalé les pentes des monts d'Aimain comme un simple ruisseau jusqu'à Sainte-Gauburge-Sainte-Colombe, la Risle adopte une direction sud-ouest - nord-est et s'engage dans la première partie de son cours - la tête d'alimentation - qui la mène à Rugles après un linéaire de 37 kilomètres. La rivière s'écoule dans une vallée étroite, selon une pente de 2 ‰, sur des terrains imperméables, alimentée par huit petits affluents de courte longueur. Très sensible aux précipitations, le débit de la Risle atteint 2 m3/s lorsqu'elle atteint Rugles.
À partir de cette commune, la rivière s'engage dans une partie particulière de son cours (longue de 41 kilomètres) appelée la Risle perchée. Cette appellation est due au fait que le cours d'eau coule au-dessus de la nappe de la craie qui va, contribuer, plus en aval à son alimentation. La Risle incline son axe selon une direction septentrionale, gardant une pente identique à celle de la section précédente. La spécificité de la Risle perchée est le faible apport d'affluents certes assez longs mais non pérennes comme le Sommaire (19 kilomètres), de nombreuses pertes au profit de l'aquifère et la présence de bétoires. Ainsi le débit augmente de manière insensible, atteignant 2,2 m3/s à Grosley-sur-Risle, à proximité immédiate de Beaumont-le-Roger où s'achève ce tronçon de la rivière.
Les deux subdivisions suivantes de Beaumont-le Roger à Pont-Authou (21 kilomètres), puis de cette dernière commune à Pont-Audemer (28 kilomètres) voient la Risle incliner son cours dans la direction sud-est - nord-ouest. Dans le premier secteur, la rivière reçoit l'apport de nombreuses sources (source des Fontaines) issues de la nappe de la craie qui alimente enfin le cours d'eau et, surtout, de son principal affluent : la Charentonne qui la rejoint en rive gauche à Serquigny. Le débit augmente fortement atteignant 5,5 m3/s à Beaumontel, puis 10,3 m3/s à Nassandres après sa rencontre avec son tributaire majeur, tandis que la vallée s'élargit avec une largeur de 400 mètres. À partir de Pont-Authou, la pente diminue (de 2 ‰ à 1,4 ‰) renforçant la sinuosité de la rivière qui coule désormais dans une vallée large d'un kilomètre. De nombreux petits affluents, ne dépassant pas les 10 kilomètres de linéaire, viennent renforcer le débit qui atteint les 14 m3/s à Pont-Audemer.
La dernière partie du cours ou Risle maritime (16 kilomètres) présente un aspect très différent car la rivière, entre Pont-Audemer et son embouchure par laquelle elle se jette dans la Seine sur le territoire des communes de Berville-sur-Mer et de Saint-Samson-de-la-Roque au terme d'un linéaire de 144,7 kilomètres, est soumise à l'influence des marées. Le cours a été profondément modifié par des aménagements et des chenalisations successives. Quelques affluents secondaires comme la Corbie et le Foulbec ainsi que des ruisseaux viennent renforcer le débit de la rivière.
Née sur le rebord septentrional des collines du Perche (dans la région naturelle des Marches normandes), la Risle s'écoule vers le nord à travers le pays d'Ouche avant de séparer le Lieuvin à l'ouest de la plaine du Neubourg et du Roumois à l'est.
Dernier affluent de la Seine (rive gauche), qu'elle rejoint dans son estuaire, la Risle, d’un point de vue administratif, est un cours d’eau non domanial à l’exception du secteur allant de Pont-Audemer à l’estuaire de la Seine qui appartient au Domaine public maritime français.

### Géologie et pédologie
Le bassin versant de la Risle couvre une superficie de 2 300 km2 aux confins occidentaux du Bassin parisien. Dans la première partie de son cours jusqu'à L'Aigle au niveau de la Risle perchée, la rivière traverse des terrains peu perméables dont le substratum date du Jurassique supérieur (Oxfordien moyen et supérieur) et du Crétacé inférieur (Albien et Aptien). Les marnes, les calcaires très durs, les argiles sableuses ou silteuses restituent presque instantanément les précipitations, ce qui explique les variations brusques du débit dans cette partie du cours d'eau. Le reste du cours correspond géologiquement aux formations crayeuses du Crétacé supérieur (Sénonien, Turonien, Cénomanien) du Bassin parisien dont l'épaisseur s'amenuise du nord au sud. Ces dernières, plus poreuses, alimentent la nappe de la craie assurant un débit régulier à la rivière.
Le substratum n'affleure que très rarement, il est recouvert par des formations quaternaires superficielles : limon des plateaux fertile dont l'épaisseur varie d'un à 10 mètres sur les plateaux du nord et du nord-est, limon à silex peu perméable dont la couche est peu épaisse recouvre la majeure partie du pays d'Ouche.

### Hydrogéologie

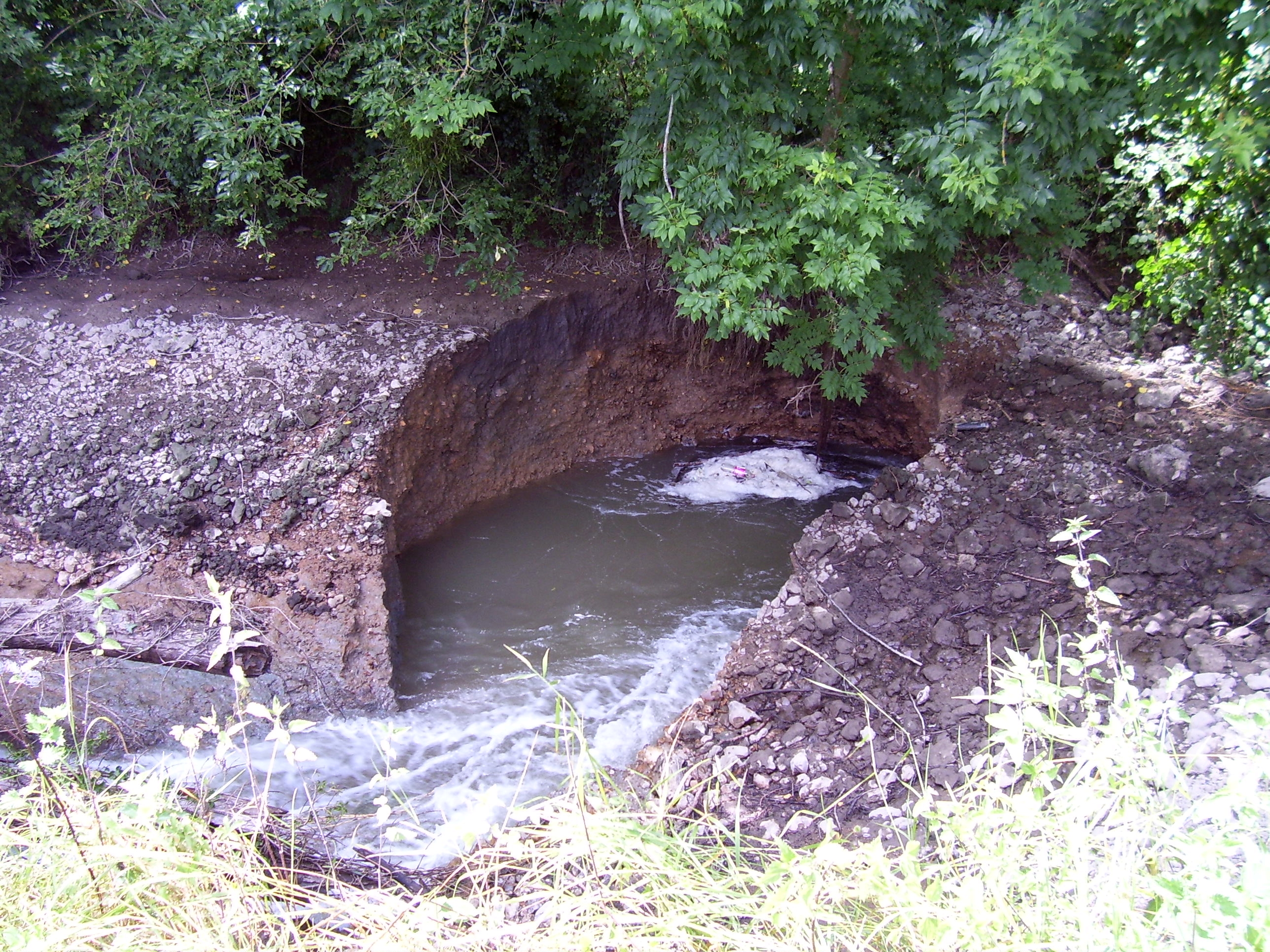
Bétoire de la Risle près de La Ferrière-sur-Risle.

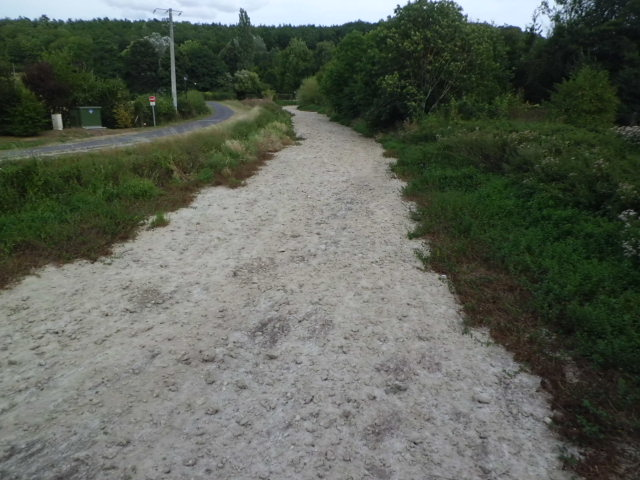
La Risle disparue en août 2012.

La Risle, comme ce fut également le cas pour l'Iton, disparaissait jusqu'à la fin du XIXe siècle momentanément, se perdant dans une bétoire entre les communes de La Ferrière-sur-Risle et de Grosley-sur-Risle sur une distance d'environ 5 kilomètres. De nombreuses descriptions ont été faites de ce phénomène comme celle de Jean François Gabriel Vaugeois en 1841 : « Les eaux de la Risle, dont le volume diminue déjà sensiblement au-dessus de Rugles, disparaissent entièrement au-delà du Moulin-Chapelle, au-dessous de la Ferrière. À cinq quarts de lieue au-delà, elles ressortent de terre, près d'un village nommé Grosley, où elles forment une source très forte que les habitants des campagnes voisines, qui ont oublié son véritable nom, appellent la Fontaine Enragée (on lit même dans une des copies du manuscrit de l'Aigle, la fontaine arragée). Son vrai nom était la Fontaine-à-Roger, parce qu'elle appartenait aux anciens comtes de Beaumont-le-Roger, dont la forteresse était près de là. »,.
La bétoire fut comblée à une date indéterminée, sans doute à la fin du XIXe siècle, mais le 28 juillet 2012, non loin de l'ancienne perte (à la limite d'Ajou et de La Houssaye), l'ouverture d'une bétoire dans le lit de la Risle, fit disparaître la rivière sur une douzaine de kilomètres causant de graves dommages à l'écosystème,. Pour parer au plus pressé, les autorités ont décidé, fin août 2012, de creuser un canal de dérivation pour réalimenter la rivière. Le début de l'automne marqué par de fortes précipitations, ainsi que la saturation de la perte, ont limité les effets de réduction de débit ; à la fin du mois d'octobre, ce dernier dépassait 4 m3/s et le cours d'eau sortait, à certains endroits, de son lit. Depuis cette date, aucune solution technique définitive n'a été mise en place.

## Affluents
La Risle a trente-deux affluents contributeurs référencés - dont huit bras -  :
La Charentonne (rg) 62,7 km est son principal affluent.
Elle reçoit également :
- le Finard (rg[note 2]), 11 km,
- le Sommaire (rg) 18,9 km,
- le ruisseau du Bec (rd) 8,4 km,
- la Véronne (rg) 14,2 km et
- le Sébec (rg) 10,9 km.

## Hydrologie
Le débit de la Risle, dans le cadre d’un régime pluvial océanique, atteint 14 m3/s à Pont-Audemer. L’ensemble du bassin versant est affecté par un climat océanique caractérisé par des précipitations modérées bien réparties au cours de l'année (170 jours de pluie), une faible amplitude thermique annuelle (environ 10 °C). Malgré la taille assez modeste du bassin versant (environ le tiers de la superficie d'un département français), les écarts de précipitations est important entre la partie occidentale (840 millimètres à Échauffour) et orientale (620 millimètres  à proximité du Neubourg).

### La Risle à Pont-Authou
À Pont-Authou, à plus de 45 kilomètres de son embouchure, le débit de la rivière, observé sur 45 années (de 1967 à 2011), atteint en moyenne 11,80 m3/s pour un bassin versant de 1 800 km2 (soit 78 % de sa superficie totale) et à 41 m d'altitude.
La rivière revêt, comme son voisin oriental, l'Iton, un régime régulier avec des variations limitées du module ; la période des hautes eaux est enregistrée durant la période hivernale et au début du printemps avec une moyenne mensuelle comprise entre 15,2 m3/s et 16,1 m3/s atteint en février, les basses eaux interviennent à la fin de l’été et au début de l’automne avec des débits compris entre 8,1 m3/s et 8,8 m3/s d’août à octobre (le mois de septembre voyant le plus bas module de l’année). Les périodes d’étiage, tout comme les crues, sont limitées.

### Étiage ou basses eaux
À l'étiage, c'est-à-dire aux basses eaux, le VCN3, ou débit minimal du cours d'eau enregistré pendant trois jours consécutifs sur un mois, en cas de quinquennale sèche s'établit à 5,2 m3/s, ce qui reste très confortable,.

### Crues
La rivière peut toutefois connaître des épisodes violents ; ainsi le débit instantané maximal enregistré s'est élevé à 115 m3/s le 26 mars 2001, tandis que la valeur journalière maximale atteignait 87,2 m3/s  le même jour. Ces crues de début de printemps étaient tout à fait exceptionnelles et relevaient d'un événement se déroulant une fois par siècle ou crue centennale.

### Lame d'eau et débit spécifique
Si l’on établit une comparaison entre le débit et le bassin versant, la Risle présente un module modeste ainsi que l’atteste une lame d’eau de 206 mm/an (largement en dessous de la moyenne nationale qui est de 300 millimètres, mais assez équivalente, bien que légèrement inférieure, à celle du bassin de la Seine atteignant une valeur de 225 millimètres) et un débit spécifique (ou Qsp) de 6,5 litres par seconde et par kilomètre carré de bassin versant (9,5 m3/s par km2 pour l’ensemble des cours d’eau français, 7,1 m3/s par km2 dans le cas du bassin de la Seine).

## Histoire

### La navigation sur la Risle

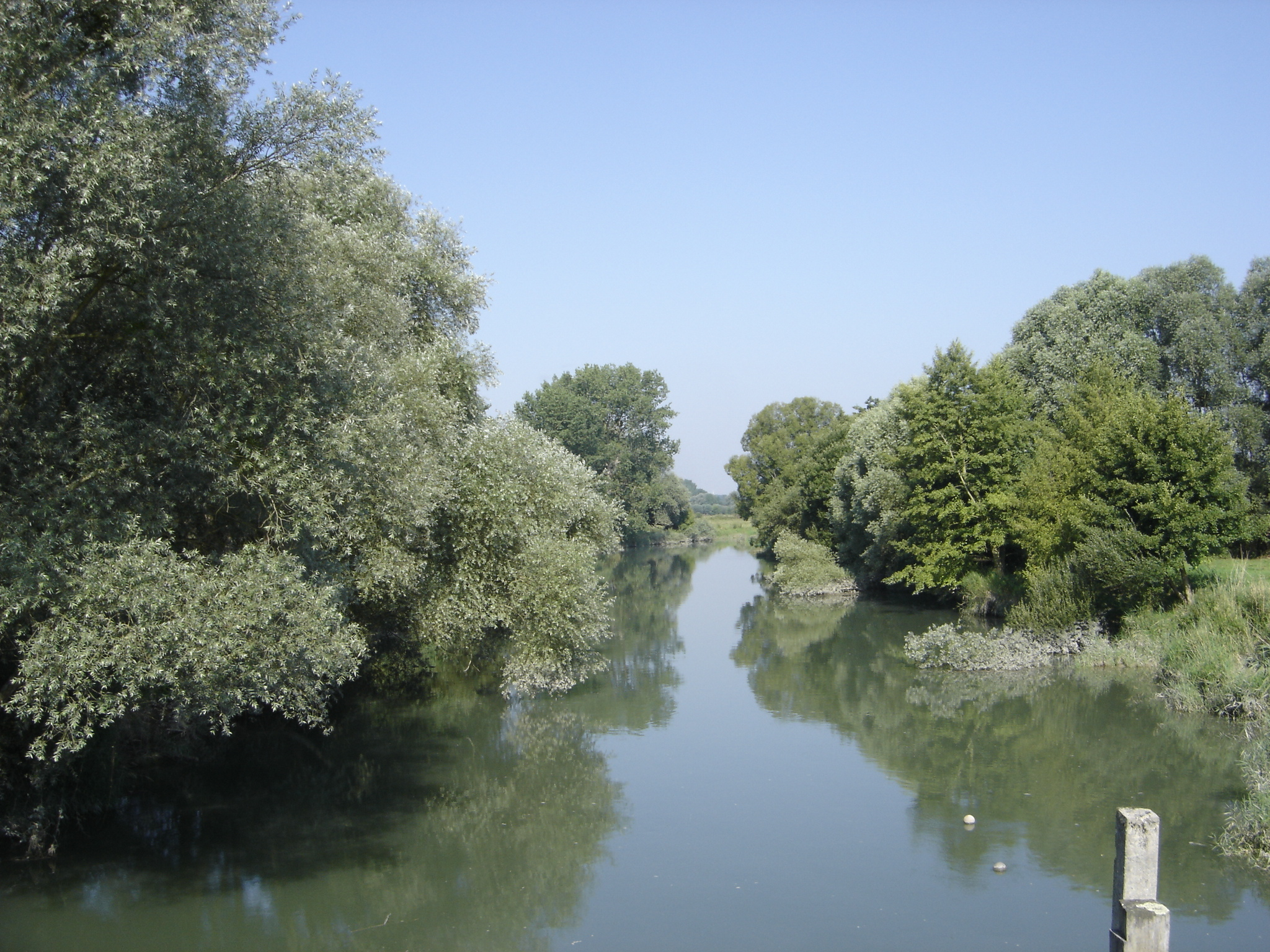
La Risle « navigable » en aval de Pont-Audemer.

Par des travaux faits à la fin du XVIIe siècle, ce cours d'eau avait été rendu navigable, depuis son embouchure jusqu'à Pont-Audemer. Il y remontait des bateaux de plus de cent tonneaux qui venaient échanger les denrées étrangères contre les produits de son terroir et de son industrie, et faisaient de cette ville le centre d'un commerce très étendu. Mais l'inondation de 1711, causée par une crue centennale de la Risle, a emporté la tête du bassin et fait dans le canal des excavations et des atterrissements (amas de terres, de sables apportés par les eaux) tels que, depuis cette époque, on n'a pas essayé de réparer le dommage.

## Activités industrielles liées à la Risle
La Manufacture Bohin, usine de production d'aiguilles et d'épingles de Bohin France, comprenant un musée industriel et un musée contemporain. Une salle muséographique est entièrement consacrée à la Risle et aux usines qui ont fleuri tout son long.
Le Rilsan est un matériau technique qui tient son nom de la Risle. Il s'agit d'un plastique biosourcé produit à partir du riçin, et appartenant à la famille des polyamides. Il est produit et commercialisé depuis les années 1950, au départ par la société Organico, devenue Elf-Atochem puis Arkema. L'usine produisant le Rilsan est basée à Serquigny, lieu de confluence entre la Risle et la Charentonne.

## Labellisation

La vallée de la Risle maritime, reconnue comme zone humide d'importance internationale, est intégrée, depuis le 18 décembre 2015, au site Ramsar  « Marais-Vernier et vallée de la Risle maritime. »
La Risle, en tant que rivière côtière, constitue une zone de transition entre eaux salées et eaux douces, favorable à la mise en place d’habitats intertidaux de première importance pour la faune piscicole.